# Otoniel Olivas
Ramón Otoniel Olivas Ruiz (ur. 10 grudnia 1958) – nikaraguański piłkarz występujący na pozycji obrońcy. Trener piłkarski. 

## Kariera klubowa
W swojej karierze Alonso grał w Realu Estelí, honduraskim Atlético Indio oraz ponownie w Realu Estelí. W 1991 roku, a także w 1999 roku zdobył z nim mistrzostwo Nikaragui.

## Kariera reprezentacyjna
W reprezentacji Nikaragui Olivas grał w latach 1992-2000.

## Kariera trenerska
Pierwszym klubem Olivasa jako trenera był Real Estelí. Przez 7 lat pracy w tym klubie, prowadzony przez niego Real zdobył 4 mistrzostwa Nikaragui (2003, 2007, 2008, 2009), a także mistrzostwo faz Apertura oraz Clausura w sezonie 2003/2004. W 2009 roku został selekcjonerem reprezentacji Nikaragui. W tym samym roku wziął z nią udział w Złotym Pucharze CONCACAF. Nikaragua rozegrała tam 3 spotkania: z Meksykiem (0:2), Gwadelupą (0:2) oraz Panamą (0:4). Turniej zakończyła na fazie grupowej.
W 2010 roku Olivas ponownie został trenerem Realu Estelí. W sezonie 2010/2011 wywalczył z nim mistrzostwo fazy Clausura, a w sezonie 2011/2012 mistrzostwo Apertura oraz Clausura.